# FKポドリニェ・ヤニャ
FKポドリニェ・ヤニャ（FK Podrinje Janja）は、ボスニア・ヘルツェゴビナのスルプスカ共和国ヤニャをホームタウンとするサッカークラブである。

## 歴史
1927年に創設された。
2009-10シーズンはドルガ・リーガRS・東地域で優勝したナプレダク・ドニ・シェパクと勝ち点差6の2位であった。しかし、ナプレダク・ドニ・シェパクがプルヴァ・リーガRSへの昇格を辞退したため、代わりに2009-10シーズンのプルヴァ・リーガRSで降格圏のチームの中で最上位の12位であったロマニヤ・パレとドルガ・リーガRS・東地域で2位であったポドリニェ・ヤニャが2試合制のプレーオフを行い、勝者が2010-11シーズンのプルヴァ・リーガRSに参加することが発表された。ポドリニェ・ヤニャが1-1、2-1でロマニヤ・パレに勝利してプルヴァ・リーガRSに初昇格した。
2010-11シーズンにプルヴァ・リーガRSでデビューを果たし、優勝したコザラ・グラディシュカに勝利するなど健闘して5位の好成績を残した。

## 歴代所属選手
- サボ・ミロシェビッチ